# Češljakovci
Češljakovci falu Horvátországban, Pozsega-Szlavónia megyében. Közigazgatásilag Pozsegaszentpéterhez tartozik.

## Fekvése
Pozsegától légvonalban 12, közúton 17 km-re északra, községközpontjától 2 km-re nyugatra, a Pozsegai-medence szélén és Papuk-hegység déli lejtőin, a Velikéről Kutjevóra vezető út mentén, a Kešeleve-patak partján fekszik. 

## Története
A település nagyon régi, de középkori létezéséről nem áll semmi adat rendelkezésre. A török uralom idején muzulmán lakossága volt, akik a török kiűzése idején Boszniába távoztak. Helyükre katolikus horvátok érkeztek. 1698-ban „Cseslakovczi” néven 6 portával szerepel a török uralom alól felszabadított szlavóniai települések összeírásában. 1760-ban 15 ház állt a településen.
Az első katonai felmérés térképén „Dorf Cseslakovczi”néven látható. Lipszky János 1808-ban Budán kiadott repertóriumában „Csesljakovci” néven szerepel. Nagy Lajos 1829-ben kiadott művében „Cheszlyakovczi” néven 39 házzal, 326 katolikus vallású lakossal találjuk.
1857-ben 283, 1910-ben 329 lakosa volt. 1910-ben a népszámlálás adatai szerint lakosságának 84%-a horvát, 6-6%-a magyar és német, 3%-a cseh anyanyelvű volt. Pozsega vármegye Pozsegai járásának része volt. Az első világháború után 1918-ban az új szerb-horvát-szlovén állam, majd később (1929-ben) Jugoszlávia része lett. 1991-ben lakosságának 96%-a horvát nemzetiségű volt. A településnek 2011-ben 268 lakosa volt.

## Lakossága
| Lakosság változása | Lakosság változása | Lakosság változása | Lakosság változása | Lakosság változása | Lakosság változása | Lakosság változása | Lakosság változása | Lakosság változása | Lakosság változása | Lakosság változása | Lakosság változása | Lakosság változása | Lakosság változása | Lakosság változása | Lakosság változása |
| ------------------ | ------------------ | ------------------ | ------------------ | ------------------ | ------------------ | ------------------ | ------------------ | ------------------ | ------------------ | ------------------ | ------------------ | ------------------ | ------------------ | ------------------ | ------------------ |
| 1857               | 1869               | 1880               | 1890               | 1900               | 1910               | 1921               | 1931               | 1948               | 1953               | 1961               | 1971               | 1981               | 1991               | 2001               | 2011               |
| 283                | 265                | 246                | 315                | 314                | 329                | 332                | 345                | 338                | 364                | 362                | 381                | 342                | 380                | 365                | 268                |